# Cuangoblemma machadoi
Cuangoblemma machadoi är en spindelart som beskrevs av Brignoli 1974. Cuangoblemma machadoi ingår i släktet Cuangoblemma och familjen Tetrablemmidae.
Artens utbredningsområde är Angola. Inga underarter finns listade i Catalogue of Life.